# Des amours de sœurcières
Série Des amours de sœurcières
Des amours de sœurcières 2
(2007)
Pour plus de détails, voir Fiche technique et Distribution.
Des amours de sœurcières (Twitches) est un téléfilm américain de la collection des Disney Channel Original Movie réalisé par Stuart Gillard diffusé en 2005.

## Synopsis
Alex (Tia Mowry) et Camryn (Tamera Mowry), deux sœurs jumelles, ont été séparées à la naissance et confiées à deux familles au standing radicalement différent. Si la première est élevée dans un milieu modeste, la seconde évolue en effet dans la haute société. Elles connaissent, d'ailleurs, toutes les deux, leur qualité d'enfant adopté mais ignorent, en revanche, l'existence de leur jumelle. Elles auraient parfaitement pu mener leur vie chacune de son côté, oisive pour l'une et travailleuse pour l'autre, si une intervention magique ne forçait pas le destin à les faire se rencontrer le jour précis de leurs 21 ans. Dès lors, elles vont de surprises en surprises, en commençant par se découvrir des pouvoirs exceptionnels… elles découvrent ensuite qu'il y a un autre monde parallèle au leur, le royaume de Coventry. Elles vont devoir vaincre les ténèbres pour y ramener la lumière.

## Distribution
- Tamera Mowry (VF : Julie Turin) : Camryn Elizabeth Barnes / Apolla
- Tia Mowry (VF : Julie Turin) : Alex Fielding / Arthémis
- Kristen Wilson (VF : Dorothée Jemma) : Miranda
- Patrick Fabian (VF : Maurice Decoster) : Thantos
- Jennifer Robertson (VF : Vanina Pradier) : Illeana
- Pat Kelly (VF : Alexandre Gillet) : Karsh
- Jessica Greco : Lucinda
- Jackie Rosenbaum (VF : Noémie Orphelin) : Beth Fish
- Arnold Pinnock (en) : David Barnes
- Karen Holness : Emily Barnes